# Arancou
Arancou (Erango en basque) est une commune française, située dans le département des Pyrénées-Atlantiques en région Nouvelle-Aquitaine.

## Géographie

### Localisation
La commune d'Arancou se trouve dans le département des Pyrénées-Atlantiques, en région Nouvelle-Aquitaine.
Elle se situe à 88 km par la route de Pau, préfecture du département, à 44 km de Bayonne, sous-préfecture, et à 18 km de Saint-Palais, bureau centralisateur du canton du Pays de Bidache, Amikuze et Ostibarre dont dépend la commune depuis 2015 pour les élections départementales.
La commune fait en outre partie du bassin de vie de Peyrehorade.
Les communes les plus proches sont : 
Bergouey-Viellenave (2,4 km), Labastide-Villefranche (2,7 km), Saint-Dos (4,0 km), Escos (4,3 km), Castagnède (4,7 km), Auterrive (4,9 km), Oraàs (5,2 km), Saint-Pé-de-Léren (5,5 km).
Sur le plan historique et culturel, Arancou fait partie de la province de la Basse-Navarre, un des sept territoires composant le Pays basque,. La Basse-Navarre en est la province la plus variée en ce qui concerne son patrimoine, mais aussi la plus complexe du fait de son morcellement géographique. Depuis 1999, l'Académie de la langue basque ou Euskalzaindia divise la Basse-Navarre en six zones,. La commune est dans le pays d’Agramont (Agaramonte), au nord de ce territoire.

### Communes limitrophes
Les communes limitrophes sont  Arraute-Charritte, Bergouey-Viellenave, Came et Labastide-Villefranche.
| Came              |                     |                        |
| Arraute-Charritte | Arancou             | Labastide-Villefranche |
|                   | Bergouey-Viellenave |                        |

### Hydrographie

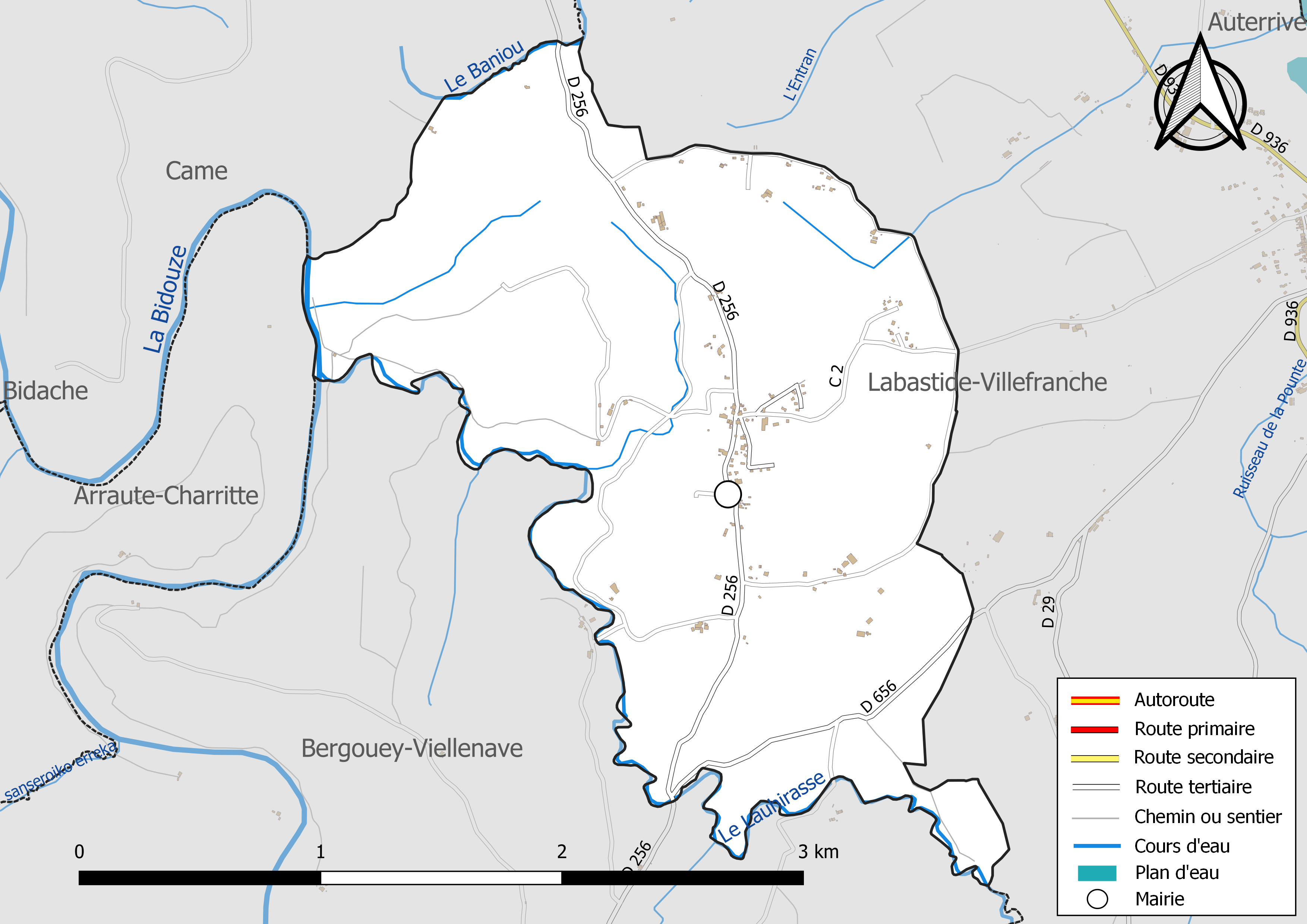
Réseaux hydrographique et routier d'Arancou.

La commune est drainée par la Bidouze, le Baniou, le Lauhirasse et par divers petits cours d'eau, constituant un réseau hydrographique de 7,49 km de longueur totale,.
La Bidouze, d'une longueur totale de 82,2 km, prend sa source dans la commune d'Aussurucq et s'écoule du sud vers le nord. Elle longe la commune sur une petite partie nord-ouest et se jette dans l'Adour à Guiche, après avoir traversé 26 communes.
Le Baniou, d'une longueur totale de 13,6 km, prend sa source dans la commune de Came et s'écoule du sud vers le nord. Il longe la commune sur une petite partie nord et se jette dans le gave de Pau à Cauneille, après avoir traversé 8 communes.
Le Lauhirasse, d'une longueur totale de 19,1 km, prend sa source dans la commune d'Arbouet-Sussaute et s'écoule du sud-est vers le nord-ouest. Il longe la commune sur son flanc sud-est, constituant une limite séparative, et se jette dans la Bidouze en limite ouest du territoire communal, après avoir traversé 6 communes.

### Climat
Pour des articles plus généraux, voir Climat de la Nouvelle-Aquitaine et Climat des Pyrénées-Atlantiques.
Historiquement, la commune est exposée à un micro climat océanique basque.  
En 2020, Météo-France publie une typologie des climats de la France métropolitaine dans laquelle la commune est exposée à un climat de montagne et est dans la région climatique Pyrénées atlantiques, caractérisée par une pluviométrie élevée (>1 200 mm/an) en toutes saisons, des hivers très doux (7,5 °C en plaine) et des vents faibles.
Pour la période 1971-2000, la température annuelle moyenne est de 13,7 °C, avec une amplitude thermique annuelle de 13,7 °C. Le cumul annuel moyen de précipitations est de 1 306 mm, avec 12,8 jours de précipitations en janvier et 8,1 jours en juillet. Pour la période 1991-2020, la température moyenne annuelle observée sur la station météorologique la plus proche, située sur la commune de Bidache à 9 km à vol d'oiseau, est de 14,5 °C et le cumul annuel moyen de précipitations est de 1 455,6 mm,. Pour l'avenir, les paramètres climatiques de la commune estimés pour 2050 selon différents scénarios d’émission de gaz à effet de serre sont consultables sur un site dédié publié par Météo-France en novembre 2022.

### Milieux naturels et biodiversité

#### Réseau Natura 2000
Le réseau Natura 2000 est un réseau écologique européen de sites naturels d'intérêt écologique élaboré à partir des Directives « Habitats » et « Oiseaux », constitué de zones spéciales de conservation (ZSC) et de zones de protection spéciale (ZPS).
Deux sites Natura 2000 ont été définis sur la commune au titre de la « directive Habitats », : 
- « la Bidouze (cours d'eau) », d'une superficie de 2 570 ha, un vaste réseau hydrographique drainant les coteaux du Pays basque[24] ;
- « le gave d'Oloron (cours d'eau) et marais de Labastide-Villefranche », d'une superficie de 2 547 ha, une rivière à saumon et écrevisse à pattes blanches[25].

#### Zones naturelles d'intérêt écologique, faunistique et floristique
L’inventaire des zones naturelles d'intérêt écologique, faunistique et floristique (ZNIEFF) a pour objectif de réaliser une couverture des zones les plus intéressantes sur le plan écologique, essentiellement dans la perspective d’améliorer la connaissance du patrimoine naturel national et de fournir aux différents décideurs un outil d’aide à la prise en compte de l’environnement dans l’aménagement du territoire.
Une ZNIEFF de type 2 est recensée sur la commune, : 
le « réseau hydrographique de la Bidouze et annexes hydrauliques » (2 867,4 ha), couvrant 30 communes dont 1 dans les Landes et 29 dans les Pyrénées-Atlantiques.

## Urbanisme

### Typologie
Au 1er janvier 2024, Arancou est catégorisée commune rurale à habitat très dispersé, selon la nouvelle grille communale de densité à sept niveaux définie par l'Insee en 2022.
Elle est située hors unité urbaine et hors attraction des villes,.

### Occupation des sols

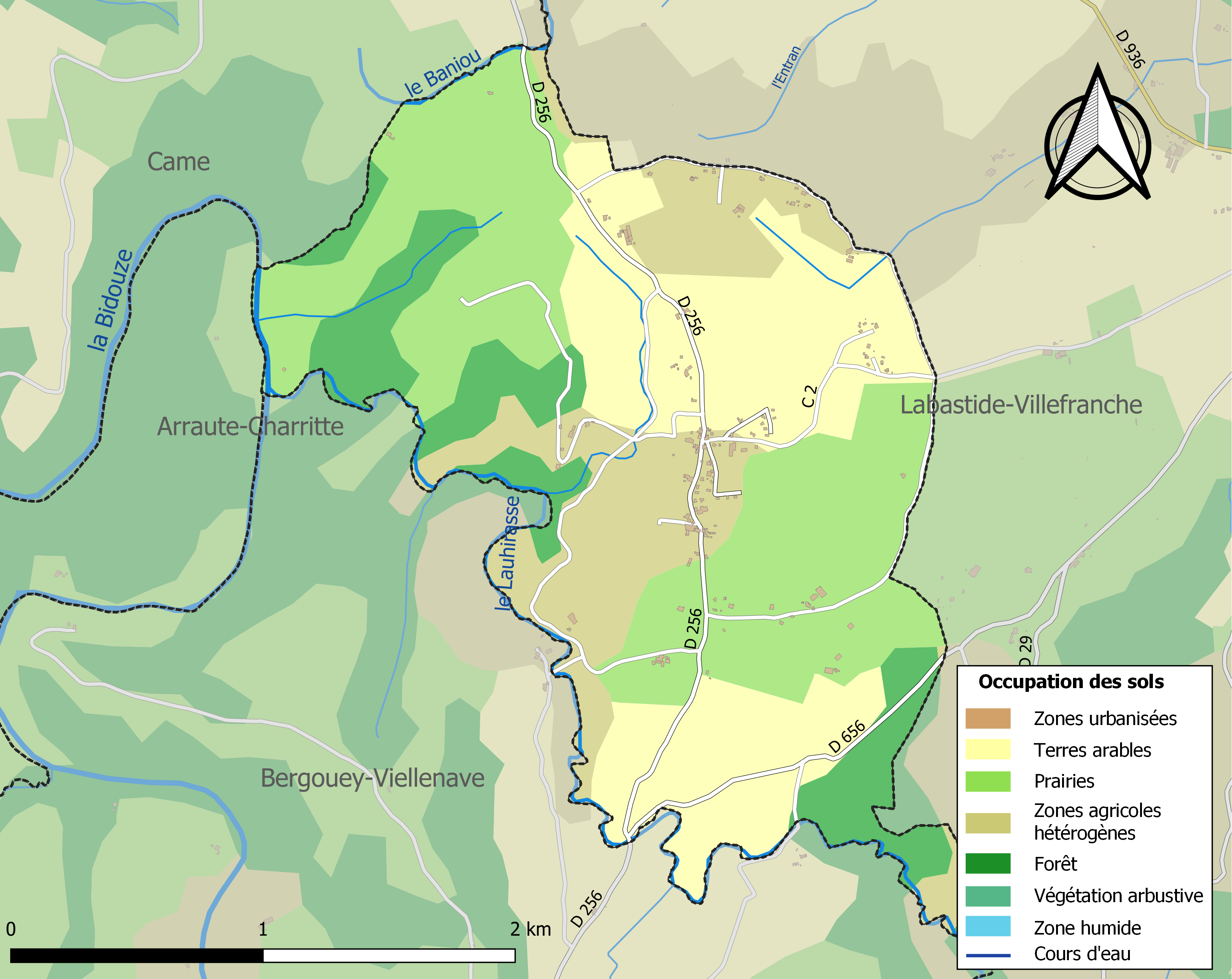
Carte des infrastructures et de l'occupation des sols de la commune en 2018 (CLC).

L'occupation des sols de la commune, telle qu'elle ressort de la base de données européenne d’occupation biophysique des sols Corine Land Cover (CLC), est marquée par l'importance des territoires agricoles (86,4 % en 2018), en augmentation par rapport à 1990 (84,8 %). La répartition détaillée en 2018 est la suivante : 
prairies (35,5 %), terres arables (31,1 %), zones agricoles hétérogènes (19,8 %), forêts (13,6 %). L'évolution de l’occupation des sols de la commune et de ses infrastructures peut être observée sur les différentes représentations cartographiques du territoire : la carte de Cassini (XVIIIe siècle), la carte d'état-major (1820-1866) et les cartes ou photos aériennes de l'IGN pour la période actuelle (1950 à aujourd'hui).

### Lieux-dits et hameaux
Quatre quartiers composent la commune d'Arancou :
- les Bordes ;
- las Taillades ;
- l'Eglise ;
- le Bois.

Quelques lieu-dits d'après les cartes IGN :
- Arranbide[10]
- Arnauchaus[10]
- Bachocq[10]
- Le Bayle[10]
- Bergerata[10]
- Camou[10]
- Chabay[10]
- Condéranne[10]
- Duc[10]
- Borde Garay[10]
- Lacoste[10]
- Lacrouts[10]
- Lagoubette[10]
- Laraillet[10]
- Larraldote[10]
- Lastaillades[10]
- Lauga[10]
- Lespiauc[10]
- le Long[10]
- Loustalet[10]
- Mongette[10]
- Mouliot[10]
- Saint-Martin[10]
- Saussa[10]

### Voies de communication et transports
Arancou est desservie par les routes départementales D 256 et D 656.

### Risques majeurs
Le territoire de la commune d'Arancou est vulnérable à différents aléas naturels : météorologiques (tempête, orage, neige, grand froid, canicule ou sécheresse), inondations, mouvements de terrains et séisme (sismicité modérée). Un site publié par le BRGM permet d'évaluer simplement et rapidement les risques d'un bien localisé soit par son adresse soit par le numéro de sa parcelle.
Certaines parties du territoire communal sont susceptibles d’être affectées par le risque d’inondation par une crue torrentielle ou à montée rapide de cours d'eau, notamment le Baniou, la Bidouze et le Lauhirasse. La commune a été reconnue en état de catastrophe naturelle au titre des dommages causés par les inondations et coulées de boue survenues en 1982, 1992, 1999, 2007, 2009, 2014 et 2021,.
Les mouvements de terrains susceptibles de se produire sur la commune sont des affaissements et effondrements liés aux cavités souterraines (hors mines). Afin de mieux appréhender le risque d’affaissement de terrain, un inventaire national permet de localiser les éventuelles cavités souterraines sur la commune.

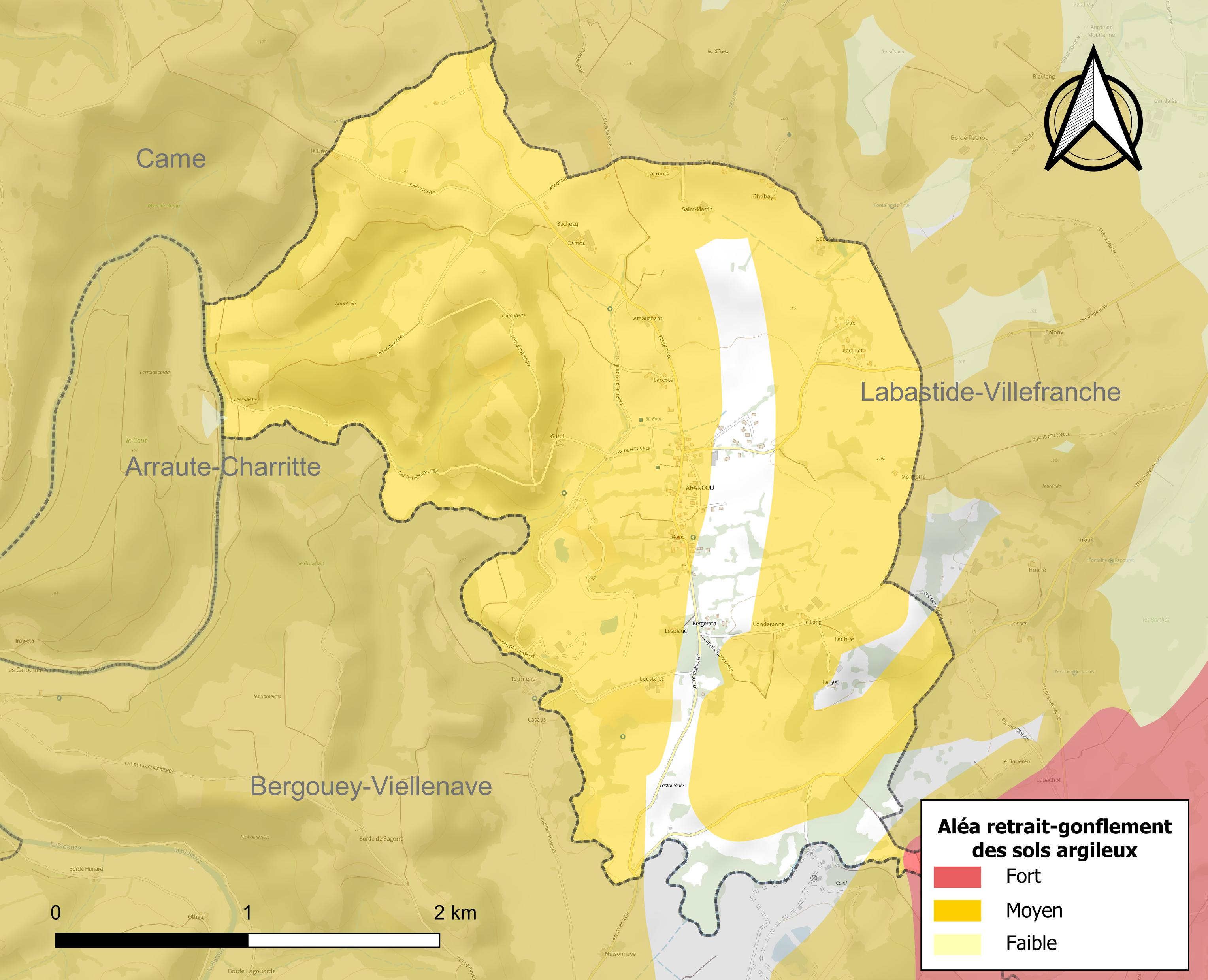
Carte des zones d'aléa retrait-gonflement des sols argileux d'Arancou.

Le retrait-gonflement des sols argileux est susceptible d'engendrer des dommages importants aux bâtiments en cas d’alternance de périodes de sécheresse et de pluie. 86,9 % de la superficie communale est en aléa moyen ou fort (59 % au niveau départemental et 48,5 % au niveau national). Depuis le 1er octobre 2020, en application de la loi ELAN, différentes contraintes s'imposent aux vendeurs, maîtres d'ouvrages ou constructeurs de biens situés dans une zone classée en aléa moyen ou fort,.

## Toponymie

### Attestations anciennes
Le toponyme est documenté sous les formes 
Arranque (1119-1136), 
Arancoe (1119), 
Aranchoen (XIIe siècle), 
Arancoen (XIIIe siècle), 
sanctus martinus de aranco (1160), 
Arancoyen (1309), 
Arancohen (1360), 
Arancoey et Arancoenh (vers 1360), 
Arrancoeynh et Arancoinh (1372,) et Aranquoen (1403, titres de Came), et
Aranco (1584, aliénations du diocèse de Dax).

### Étymologie
Le toponyme Arancou provient du basque Arran-goien que Jean-Baptiste Orpustan analyse par le basque haran 'vallée' ce qui donne ’vallée du haut’ ou ’haut de vallée’.

### Nom en basque et en occitan gascon
Le nom basque d'Arancou est Erango. Il fut normalisé par l'Académie de la langue basque le 19 décembre 2003.
Le gentilé correspondant est erangoar, normalisé lui-aussi le 19 décembre 2003.
Son nom gascon est Arancon (prononcer "Arancou").

## Histoire

### Préhistoire
L'industrie magdalénienne, dernière phase du Paléolithique supérieur européen, comprise entre environ 17 000 et 10 000 ans avant nos jours, est présente à la grotte Bourrouilla, sur le territoire d'Arancou, découverte en 1986. Plusieurs milliers de vestiges osseux d'animaux chassés y ont été répertoriés, ainsi qu'un millier d'outils en silex (lamelles à dos servant à armer des pointes de sagaies, ou à réaliser des burins et des grattoirs), et des objets en os (hameçons, lissoirs, aiguilles à chas).

### Histoire moderne
En 1790 Arancou faisait partie du canton de Came qui comprenait également les communes de Came, Bergouey, Sames et Viellenave.
Le 1er janvier 1973, les trois communes d'Arancou, Bergouey et Viellenave-sur-Bidouze fusionnent pour former Bergouey-Arancou-Viellenave. Le 15 novembre 1977, Arancou redevient indépendante alors que Bergouey et Viellenave restent associées.

### Arancou et le Pays basque
Jean-Baptiste Orpustan note une mention d'Arancou en 1309 parmi une liste de paroisses payant franchise au pouvoir royal navarrais. Pour la fin du Moyen Âge, Eugène Goyheneche note que « du fait du pouvoir des Gramont », la situation d'un certain nombre de paroisses voisines de Bidache – dont Arancou – est « ambigüe ».
En revanche, à partir de l'époque moderne, on ne trouve plus trace de relation de subordination d'Arancou à la Navarre ni même aux terres de Gramont, duché de Gramont ou principauté souveraine de Bidache. Le seigneur direct et foncier d'Arancou est le chapitre de la collégiale Saint-Jacques de Bidache ; la paroisse est située en France, dans la sénéchaussée des Lannes où elle dépend du bailliage de Hastingues.
Sans doute sous l'influence du découpage cantonal contemporain, Arancou est néanmoins aujourd'hui généralement incluse dans les listes de communes de Basse-Navarre. Présentant le village en 2009 sur le site web de sa commune, le maire, Alexandre Bordes, ne prend pas parti et met en relief le « mélange de cultures aux racines très profondes » et la « situation du village à la frontière de la Gascogne, du Béarn, du Pays basque et de la Navarre » ; le site qualifie le village de « basco-béarnais ».

## Politique et administration

### Liste des maires
| Période                                  | Période  | Identité         | Étiquette | Qualité |
| ---------------------------------------- | -------- | ---------------- | --------- | ------- |
| 1995                                     | En cours | Alexandre Bordes | DVD       |         |
| Les données manquantes sont à compléter. |          |                  |           |         |

### Intercommunalité
La commune appartient à la communauté d'agglomération du Pays Basque. Elle est membre du syndicat d'énergie des Pyrénées-Atlantiques et de l'Agence publique de gestion locale.

### Jumelages
Lons (France).

## Population et société

### Démographie
Le nom des habitants est Arancoï ou Arancoye (ou Erangoar en basque).
L'évolution du nombre d'habitants est connue à travers les recensements de la population effectués dans la commune depuis 1793. Pour les communes de moins de 10 000 habitants, une enquête de recensement portant sur toute la population est réalisée tous les cinq ans, les populations de référence des années intermédiaires étant quant à elles estimées par interpolation ou extrapolation. Pour la commune, le premier recensement exhaustif entrant dans le cadre du nouveau dispositif a été réalisé en 2004.

En 2022, la commune comptait 183 habitants, en évolution de +17,31 % par rapport à 2016 (Pyrénées-Atlantiques : +3,78 %, France hors Mayotte : +2,11 %).
| 1793 | 1800 | 1806 | 1821 | 1831 | 1836 | 1841 | 1846 | 1851 |
| ---- | ---- | ---- | ---- | ---- | ---- | ---- | ---- | ---- |
| 336  | 353  | 358  | 357  | 378  | 379  | 334  | 378  | 366  |

| 1856 | 1861 | 1866 | 1872 | 1876 | 1881 | 1886 | 1891 | 1896 |
| ---- | ---- | ---- | ---- | ---- | ---- | ---- | ---- | ---- |
| 331  | 316  | 310  | 285  | 306  | 289  | 263  | 260  | 265  |

| 1901 | 1906 | 1911 | 1921 | 1926 | 1931 | 1936 | 1946 | 1954 |
| ---- | ---- | ---- | ---- | ---- | ---- | ---- | ---- | ---- |
| 270  | 275  | 256  | 239  | 238  | 224  | 228  | 205  | 211  |

| 1962 | 1968 | 1982 | 1990 | 1999 | 2004 | 2006 | 2009 | 2014 |
| ---- | ---- | ---- | ---- | ---- | ---- | ---- | ---- | ---- |
| 192  | 145  | 122  | 122  | 108  | 93   | 92   | 120  | 145  |

| 2019 | 2022 | - | - | - | - | - | - | - |
| ---- | ---- | - | - | - | - | - | - | - |
| 174  | 183  | - | - | - | - | - | - | - |

## Économie
L'activité est principalement agricole. La commune fait partie de la zone d'appellation de l'ossau-iraty.
Une carrière de calcaire subsiste sur la commune. Elle alimentait jusqu'en 1993 la cimenterie des Ciments de l'Adour (Italcementi Group) située alors à Boucau, par des barges descendant la Bidouze puis l'Adour. Elle est actuellement exploitée par la société GSM, branche granulats du même groupe cimentier en France.

## Culture locale et patrimoine

### Fêtes
Les fêtes d'Arancou ont lieu le week-end suivant le 15 août.

### Patrimoine linguistique

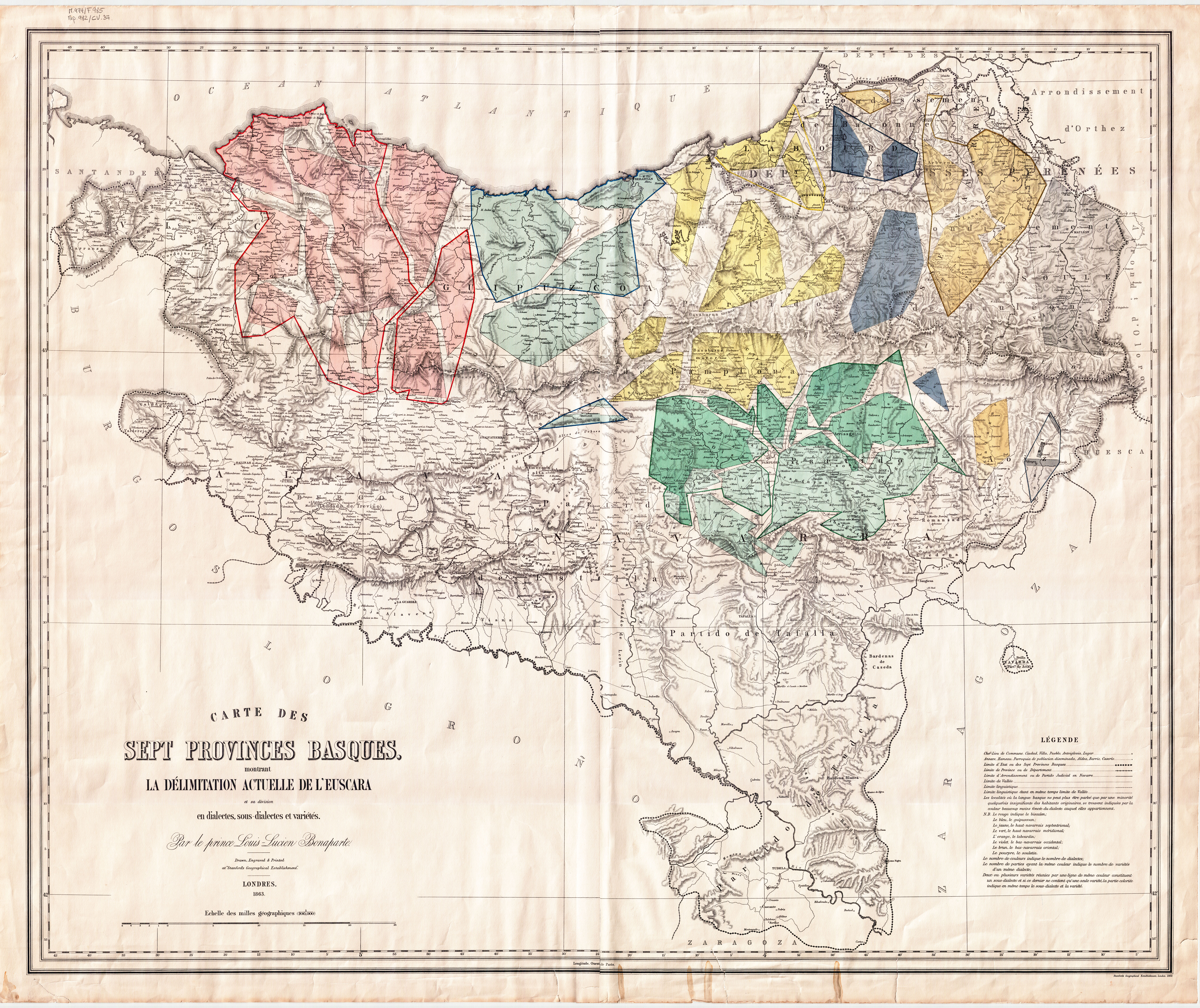
Carte des sept provinces basques (1), 1863

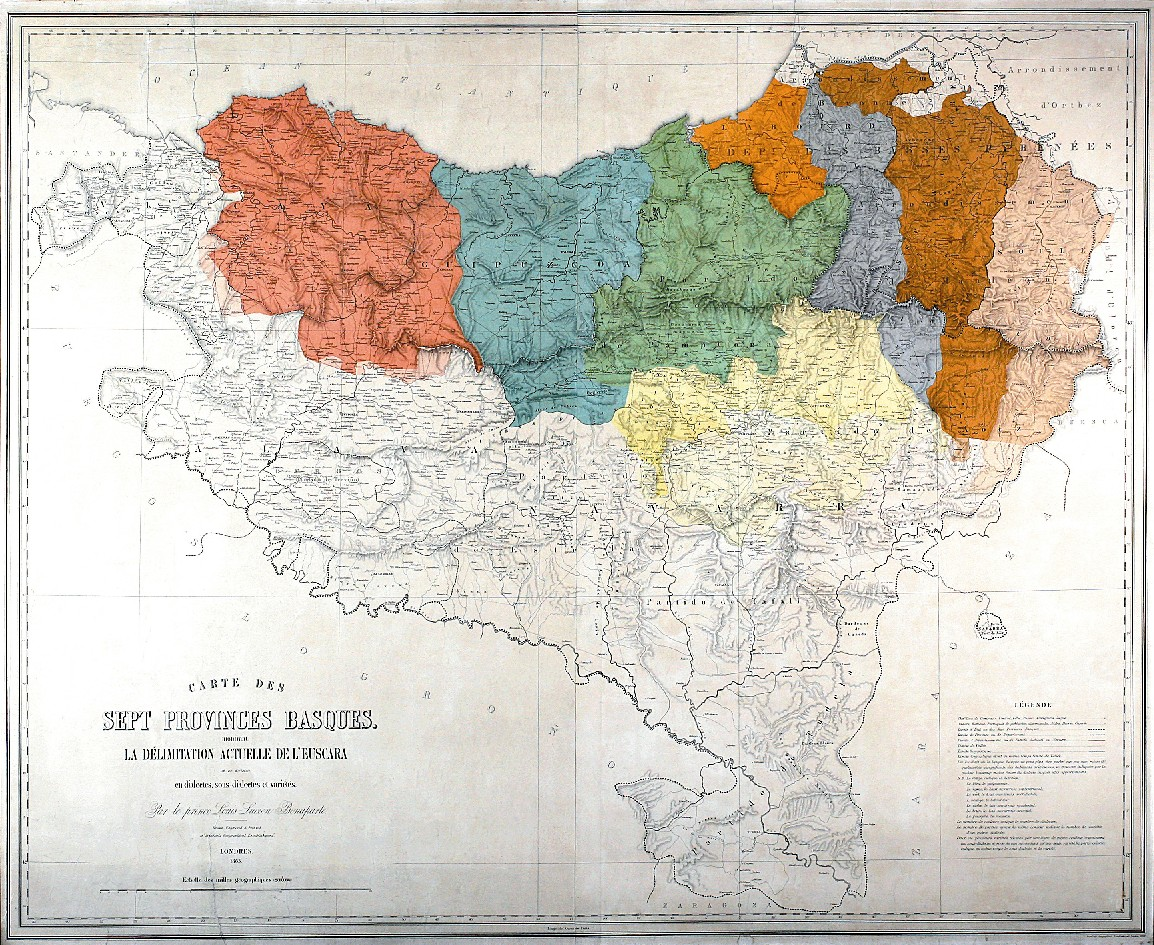
Carte des sept provinces basques (2), 1863

Les deux versions de la Carte des sept provinces basques montrant la délimitation actuelle de l'euscara en dialectes, sous-dialectes et variétés dressée en 1863 par le prince Louis-Lucien Bonaparte placent Arancou en dehors de l'aire bascophone.
Le Recueil de linguistique et de toponymie des Pyrénées réalisé en 1887 par Julien Sacaze  nous livre pour Arancou une version en gascon, composée d'une traduction de deux textes mythologiques, ainsi que d'une liste des micro-toponymes de la commune.
Le Recueil des idiomes de la région gasconne réalisé en 1894 par le linguiste Édouard Bourciez nous livre pour Arancou une version de la parabole de l'enfant prodigue traduite en gascon.
La carte du Pays Basque français dressée en 1943 par Maurice Haulon laisse apparaître la "démarcation actuelle entre la langue basque et les dialectes romans", incluant la commune d'Arancou dans l'aire gasconophone.

### Lieux et monuments

#### Patrimoine civil
La commune présente des fermes et des maisons des XVIIe et XVIIIe siècles, inscrites à l'Inventaire général du patrimoine culturel.
Un ensemble composé d'un puits artésien, d'un lavoir, et d'une fontaine, dépendant de la maison Garay, date de la deuxième moitié du XIXe siècle.

#### Patrimoine religieux
L'église de l'Assomption-de-la-Bienheureuse-Vierge-Marie du XIIIe siècle. L'édifice a été inscrit au titre des monuments historiques en 1925. Elle est située sur le chemin de Saint-Jacques-de-Compostelle (voie de Tours) offre un portail gothique. L'église est dédiée à l'Assomption de Marie. Une source la traverse souterrainement. En contrebas, on peut y découvrir un lavoir, le lavoir de Galharret.
Elle recèle une Vierge à l'Enfant dite Notre-Dame-d'Arancou, une stèle discoïdale (provenant de Labets-Biscay) et divers mobiliers (tabernacle, bénitier et croix). Elle possède également une verrière référencée par le ministère de la Culture.

### Personnalités liées à la commune
- Louise Balthy, artiste lyrique de la Belle Époque née à Arancou (1867-1925).

### Héraldique
| Blason | Blasonnement : Écartelé au 1 de sinople à un pèlerin d'argent marchant de profil tenant de la main senestre un bâton de sable, cantonné en chef de deux coquilles d'argent ; au 2 d'azur à l'église de profil d'or, surmontée à dextre d'un clocheton croisé du même, couverte au naturel et ajourée de sable ; au 3 d'azur à trois fasces ondées d'argent et une tête de léopard d'or brochant ; au 4 de sinople à trois gravures d'ossements d'animaux préhistoriques d'or, sans forme et rangés en pal. Commentaires : sur le blason figurent : - le pèlerin de Saint-Jacques de Compostelle avec son bâton et les deux coquilles ; - l’église paroissiale de l’Assomption de la Bienheureuse Vierge Marie ; - la tête de lion, référence à la Fontaine du Lion ou Fontaine de Garay ; - les peintures rupestres et outils retrouvés dans la grotte Bourrouilla,. |

## Pour approfondir